# Państwowy Fundusz Drogowy
Państwowy Fundusz Drogowy – fundusz celowy w okresie II Rzeczypospolitej ustanowiony w celu dostarczenia środków na budowę, utrzymanie i wzmocnienie dróg państwowych oraz udzielenie zapomóg na budowę dróg samorządowych.

## Powołanie Funduszu
Fundusz powołano ustawą z 3 lutego 1931 roku o Państwowym Funduszu Drogowym, obowiązującą od dnia 1 kwietnia 1931 roku. Ustawa była nowelizowana z dniem 1 kwietnia 1933 r. i w tym samym roku nadano jej jednolity kształt. Jej celem było dostarczenie środków na budowę, utrzymanie i wzmocnienie dróg państwowych oraz udzielenia zapomóg na budowę, utrzymanie i wzmocnienie dróg samorządowych.
Zarząd nad Funduszem, mającym osobowość prawną, sprawował Minister Robót Publicznych.

## Tworzenie funduszu
Na pokrycie wydatków Funduszu służyły wpływy z:
- opłat od pojazdów mechanicznych oraz niektórych pojazdów konnych,
- opłaty od biletów za przejazd pojazdem mechanicznym (do 1933),
- opodatkowania materiałów pędnych (od 1933),
- opłat od reklam umieszczonych wzdłuż dróg publicznych, poza granicami miast,
- grzywien za przekroczenie przepisów porządkowych na drogach publicznych oraz przepisów ustawy,
- państwowych wytwórni materiałów drogowych (od 1933),
- sprzedaży państwowych materiałów drogowych, niepotrzebnych dla celów drogowych (od 1933),
- dotacji Skarbu Państwa w wysokości określonej w budżecie państwa na każdy okres budżetowy,
- pożyczek zaciągniętych w wysokości określonej w budżecie.

Budżet Funduszu sporządzany był przez Ministra Robót Publicznych w porozumieniu z Ministrem Skarbu, który stanowił załącznik do corocznego budżetu Ministerstwa Robót Publicznych.
Wysokość dotacji z Funduszu dla związków komunalnych ustalał corocznie Minister Robót Publicznych z porozumieniu z Ministrem Spraw Wewnętrznych i Ministrem Skarbu.

## Wysokość opłat od pojazdów mechanicznych
Początkowo ustalone opłaty od pojazdów mechanicznych zostały nieco obniżone rozporządzeniem z dnia 2 września 1931 roku, obowiązującym z mocą wsteczną, i wynosiły w stosunku rocznym
- od samochodu osobowego służącego do własnego użytku po 40 zł od każdych 100 kg masy własnej, a w przypadku przekroczenia masy 1500 kg – 600 zł i po 50 zł od każdych następnych 100 kg;
- od samochodu osobowego, użytkowanego przez przedsiębiorstwa przewozowe w celach zarobkowych (autobusów, dorożek samochodowych) po 40 zł od każdych 100 kg masy własnej samochodu;
- od samochodu ciężarowego lub traktora służącego do własnego użytku – po 32 zł od każdych 100 kg masy własnej;
- od samochodu ciężarowego lub traktora użytkowanego w celach zarobkowych – po 48 zł od każdych 100 kg masy własnej;
- od przyczepek do pojazdów mechanicznych (osobowych lub towarowych) – po 30 zł od każdych 100 kg masy własnej przyczepki;
- od motocykla bez przyczepki – po 50 zł od sztuki;
- od motocykla z przyczepką oraz trzykołowych pojazdów mechanicznych (cyklonetek) po 75 zł.

Przy obliczaniu masy pojazdów mechanicznych masę do 50 kg zaokrąglano w dół, a powyżej 50 kg zaokrąglano do 100 kg. Dla pojazdów mechanicznych i przyczepek na kołach o pełnych obręczach gumowych (masywach) opłaty podwyższano o 25%, zaś na kołach o obręczach żelaznych – o 100%.
W 1933 roku zmniejszono stawki opłat, które wynosiły:
- od pojazdów mechanicznych osobowych – 15 zł od każdych 100 kg wagi własnej
- od pojazdów mechanicznych ciężarowych i traktorów – 20 zł od każdych 100 kg wagi własnej;
- od pojazdów mechanicznych ciężarowych i traktorów, używanych do zarobkowego przewozu towarów – 35 zł od każdych 100 kg wagi własnej;
- od motocykla bez przyczepki – 40 zł od sztuki;
- od motocykla z przyczepką oraz od trzykołowych pojazdów mechanicznych (cyklonetek) – 60 zł od sztuki.

Do uiszczania opłat od pojazdów mechanicznych obowiązana była osoba, na którą zarejestrowany był pojazd. Obowiązek ten powstawał z chwilą dopuszczenia pojazdu do ruchu.

## Wolne od opłat
Wolne od opłat były pojazdy:
- przeznaczone dla urzędowego użytkowania przez osoby zatrudnione w ambasadach i konsulatach,
- władz i urzędów państwowych i samorządowych,
- przedsiębiorstw państwowych – „Polskie Koleje Państwowe” i „Polska Poczta, Telegraf i Telefon”,
- instytucji i zakładów użyteczności publicznej,
- używane do celów służbowych personelu technicznego, państwowego i samorządowego,
- traktory przeznaczone dla celów rolniczych.

## Skutki
Ustawa wprowadzona w trakcie wielkiego kryzysu gospodarczego była przedmiotem krytyki, jako przyczyniająca się przez bardzo wysokie opłaty do załamania się słabo rozwiniętej motoryzacji w Polsce. W ciągu pierwszego roku obowiązywania liczba samochodów zarejestrowanych w kraju zmniejszyła się o ponad 1/4. Masowo wyrejestrowywano samochody, a część z nich kasowano i nabywano tylko niewielkie liczby nowych. Liczba samochodów cywilnych ogółem spadła z 38 760 na początku 1931 roku do 27 949 na początku 1932 roku, w tym osobowych z 19 887 do 13 915, a ciężarowych i taksówek z ok. 7000 do odpowiednio 5802 i 5177. W niewielkim zakresie tylko wzrosła liczba tańszych w utrzymaniu motocykli (do 8049). Zarazem fundusz okazał się niewydolny w zakresie poprawy stanu dróg, który w 1932 roku oceniany był jako „katastrofalny”.